# Wereldkampioenschappen wielrennen 1936
De wereldkampioenschappen wielrennen op de weg 1936 vonden plaats in Bern (Zwitserland), op zondag 6 september. 42 amateurs reden 's ochtends, de 39 profs in de namiddag. 26 amateurs en slechts tien profs reden hun wedstrijd uit. Het kampioenschap van de amateurs over ongeveer 145 kilometer werd een Zwitsers succes, met Edgar Buchwalder vóór Gottlieb Weber op de eerste twee plaatsen.
De profs moesten 30 ronden rijden, een kleine 220 kilometer in totaal. Door de uitgebreide huldiging van Buchwalder vertrokken de profs een half uur te laat. Winnaar werd de Fransman Antonin Magne, de enige overgeblevene van een kopgroep van drie, die aanvankelijk bestond uit Magne, de Deen Werner Grundahl Hansen en de Belg Gustaaf Deloor, de winnaar van de Ronde van Spanje. Deloor kreeg een lekke band en raakte zover achter dat hij gedemoraliseerd opgaf. Grundahl moest Magne later laten rijden en werd nog ingelopen door de achtervolgende groep, die om de tweede plaats spurtte. Daarin klopte de Italiaan Aldo Bini de Nederlander Theo Middelkamp.
De wereldkampioenschappen baanwielrennen 1936 vonden plaats op de Oerlikon-wielerbaan in Zürich.

## Uitslagen

### Beroepsrenners[1][2]
| Plaats | Renner                    | Land        | Tijd                             |
| ------ | ------------------------- | ----------- | -------------------------------- |
| 1      | Antonin Magne             | Frankrijk   | 5u53'32" (gemiddelde 37,06 km/u) |
| 2      | Aldo Bini                 | Italië      | +9'21"                           |
| 3      | Theo Middelkamp           | Nederland   | z.t.                             |
| 4      | Paul Egli                 | Zwitserland | z.t.                             |
| 5      | Werner Grundahl Hansen    | Denemarken  | z.t.                             |
| 6      | Edward Vissers            | België      | z.t.                             |
| 7      | Gino Bartali              | Italië      | z.t.                             |
| 8      | Albert van Schendel       | Nederland   | z.t.                             |
| 9      | Georg Umbenhauer          | Duitsland   | z.t.                             |
| 10     | Luciano Montero Hernández | Spanje      | z.t.                             |

### Amateurs[1]
| Plaats | Renner           | Land        | Tijd                            |
| ------ | ---------------- | ----------- | ------------------------------- |
| 1      | Edgar Buchwalder | Zwitserland | 3u58'01" (gemiddelde 36,7 km/u) |
| 2      | Gottlieb Weber   | Zwitserland | +11"                            |
| 3      | Pierino Favalli  | Italië      | +47"                            |

1921 · 
1922 · 
1923 · 
1924 · 
1925 · 
1926 · 
1927 · 
1928 · 
1929 · 
1930 · 
1931 · 
1932 · 
1933 · 
1934 · 
1935 · 
1936 · 
1937 · 
1938 · 
1946 · 
1947 · 
1948 · 
1949 · 
1950 · 
1951 · 
1952 · 
1953 · 
1954 · 
1955 · 
1956 · 
1957 · 
1958 · 
1959 · 
1960 · 
1961 · 
1962 · 
1963 · 
1964 · 
1965 · 
1966 · 
1967 · 
1968 · 
1969 · 
1970 · 
1971 · 
1972 · 
1973 · 
1974 · 
1975 · 
1976 · 
1977 · 
1978 · 
1979 · 
1980 · 
1981 · 
1982 · 
1983 · 
1984 · 
1985 · 
1986 · 
1987 · 
1988 · 
1989 · 
1990 · 
1991 · 
1992 · 
1993 · 
1994 · 
1995 · 
1996 · 
1997 · 
1998 · 
1999 · 
2000 · 
2001 · 
2002 · 
2003 · 
2004 · 
2005 · 
2006 · 
2007 · 
2008 · 
2009 ·
2010 · 
2011 · 
2012 · 
2013 · 
2014 · 
2015 · 
2016 · 
2017 · 
2018 · 
2019 · 
2020 ·
2021 ·
2022 ·
2023 ·
2024 ·
2025 ·
2026